# Скворцов Борис Дмитрович
Борис Дмитрович Скворцо́в (нар. 15 жовтня 1928, Хабаровськ — пом. 26 травня 1983, Київ) — український радянський скрипаль.

## Біографія
Народився 15 жовтня 1928 року в Хабаровську. 1952 року закінчив Київську консерваторію. Член КПРС з 1954 року. У 1953—1983 роках працював у складі струнного квартету імені М. В. Лисенка (2-га скрипка).
Помер в Києві 26 травня 1983 року.

## Відзнаки
- Заслужений артист УРСР (з 1973 року);
- Лауреат Державної премії УРСР імені Т. Г. Шевченка (за 1977 рік; разом з А. І. Баженовим, Л. А. Краснощоком, Ю. Б. Холодовим за концертні програми 1974—1976 років у складі струнного квартету імені М. В. Лисенка).